# Sofía Vergara
Sofía Margarita Vergara Vergara (født 10. juli 1972 i Barranquilla, Colombia) er en colombiansk skuespiller, komiker, tv-vært og model.

## Biografi

### Opvækst
Vergara voksede sammen med sine fem søskende op i en velstående middelklassefamilie i Barranquilla i Colombia. Hendes mor Margarita Vergara Dávila de Vergara var hjemmegående husmor, mens faderen Julio Enrique Vergara Robayo avlede kødkvæg. Vergara-familien er stærkt troende, og Sofia blev katolsk opdraget og gik på en katolsk privatskole, der var tosproget spansk/engelsk. 
 En af hendes slægtninge er tv-nyhedsoplæseren og reporteren Carlos Vergara.

### Privatliv
Vergara blev gift med sin barndomskæreste Joe Gonzalez som 18-årig og fik sønnen Manolo Gonzalez-Ripoll Vergara, da hun var 19.  
Kort efter blev hun skilt, og de næste tre år studerede hun til tandlæge på et universitet i Bogota. Da hun fik muligheden for en karriere i modelbranchen og showbusiness opgav Vergara tandlægestudiet og gik ud et år før eksamen. Snart besluttede hun sig for at flytte til Miami i Florida for at drage fordel af mulighederne i USA og komme væk fra volden og kriminaliteten  i Colombia, efter hendes storebror  Rafael var blevet myrdet i 1998 under et forsøg på at kidnappe ham. Hun bragte sin søn, mor og søster med sig til USA., hvor hendes søster Sandra Vergara siden har fået en skuespillerkarriere og haft mindre film- og tv-roller.

### Sexsymbol
Vergara er flere gange blevet kåret som en af verdens mest attraktive kvinder. Bl.a. har internetsiden Askmen.com hende som nr. 3 på deres 2011 udgave af Top 99 over verdens mest attraktive kvinder. Hun er 170 cm høj og har naturligt blondt hår, som hun dog ofte er blevet bedt om at farve brunt i forbindelse med tv- og filmroller for at ligne en typisk latina).

## Karriere

### Karriere i Latinamerika
Vergara blev som 16-årig opdaget af en fotograf, mens hun gik på en colombiansk strand. Hans billeder af hende førte til, at hun fik lukrative tilbud om model og tv-arbejde. Men hun tøvede med at acceptere dem på grund af sin konservative og religiøse opdragelse. Ifølge en artikel i januar 2002-nummeret af Maxim var Vergara "bekymret over at lave sin første tv-reklame, indtil lærerne på den katolske skole hun gik på gav hende tilladelse til at tage opgaven." Vergaras tv-debut var som 17-årig i en Pepsi-reklame, der blev sendt i det meste af Latinamerika. For at forsørge sin søn, og støtte sin mor og yngre søskende økonomiske efter hendes far havde forladt familien, droppede Vergara ud af universitetet for at tjene penge som model.
Da hun var 20 flyttede derfor Vergara til Colombias hovedstad Bogotá, hvor hun arbejdede som runway-model og på tv. Fra 1995 til 1998 var hun sammen med Fernando Fiore vært på Fuera de serie ("Over-the-top"), en rejseserie, som sendte hende til eksotiske steder rundt omkring i verden. Det blev udsendt på det internationale spansksprogede Univision tv-netværk, og det gjorde hende til stjerne i hele Latinamerika. Samtidig gav det også Vergara tv-eksponering i USA. Hun var medvært på Univision-programmet A que no te atreves ("I Dare You") og optrådte som gæstestjerne i sæsonstarten på fjerde årgang af HBO-serien Entourage.
Udover modeshow og katalogmodelarbejde blev Vergara også fotograferet til plakater og badedragtkalendere i 1998, 2000 og 2002. Selvom hun er flyttet til USA, er hun fortsat aktiv i hjemlandet, hvor hun spiller Alicia Oviedo i tv-serien Amas de Casa Desesperadas, som er den colombianske udgave af Desperate Housewives. Hendes rolle er det colombianske modstykke til Mary Alice Youngs rolle i det amerikanske show. Vergara har også gæsteoptrådt i den mexicanske serie Telenovela Fuego En La Sangre .

### Karriere i USA
Vergara blev kendt af et nordamerikansk publikum, da hun var medvært på tv-programmer for den spansksprogede TV-station Univision i slutningen af 1990'erne. Hendes kontrakt med Univision gav i flere år selskabet eneret på hende, men efter den udløb, begyndte hun at arbejde for TV-netværket ABC i USA og optrådte i komedierne Hot Properties og The Knights of Prosperity. Tv-karrieren førte, til at hun i 2003 fik sin første større filmrolle på engelsk i filmen Chasing Papi. Efterfølgende optrådte hun i flere amerikanske film, herunder Meet the Browns (2008) og Madea Goes to Jail (2009) af Tyler Perry. Hun modtog en ALMA Award-nominering for sidstnævnte.
Vergara har også medvirket i den kritikerroste ABC-serie Modern Family i rollen som Gloria Delgado-Pritchett. Hun har været nomineret til både en Golden Globe Award, en Primetime Emmy Award, og tre Screen Actors Guild Awards for rollen.
Hun har også optrådt i ABC-dramaet Dirty Sexy Money, som kvinden Jeremy Darling er forelsket i. I 2009 havde Vergara en fem-ugers periode på Broadway som "Mama" Morton i genopsætningen af musicalen Chicago.

## Filmografi
| Film       | Film                            | Film                                       | Film                                                     |
| År         | Film                            | Rolle                                      | Note                                                     |
| ---------- | ------------------------------- | ------------------------------------------ | -------------------------------------------------------- |
| 2002       | Big Trouble                     | Nina                                       |                                                          |
| 2003       | Chasing Papi                    | Cici                                       |                                                          |
| 2004       | The 24th Day                    | Isabella                                   |                                                          |
| 2004       | Soul Plane                      | Blanca                                     |                                                          |
| 2005       | Lords of Dogtown                | Amelia                                     |                                                          |
| 2005       | Four Brothers                   | Sofi                                       | Nomineret – Black Reel Award: Best Ensemble              |
| 2006       | Grilled                         | Loridonna                                  |                                                          |
| 2006       | National Lampoon's Pledge This! | Sig selv                                   |                                                          |
| 2008       | Tyler Perry's Meet the Browns   | Cheryl                                     |                                                          |
| 2009       | Madea Goes to Jail              | T.T.                                       | Nomineret – ALMA Award for Best Actress in Film          |
| 2011       | Smølferne                       | Odile                                      | Nomineret – Kids' Choice Award for Favorite Film Actress |
| 2011       | Puss in Boots                   | Skør dame/Killing #1 og 4                  | Stemme                                                   |
| 2011       | New Years Eve                   | Ava                                        | Nomineret – Golden Raspberry Award for Worst Ensemble    |
| 2011       | Happy Feet Two                  | Carmen                                     | Stemme                                                   |
| 2012       | The Three Stooges               | Lydia Harter                               |                                                          |
| 2013       | Machete Kills                   | Madame Desdemona                           |                                                          |
| Television |                                 |                                            |                                                          |
| Year       | Title                           | Role                                       | Notes                                                    |
| 1995       | Acapulco, cuerpo y alma         | Irasema                                    | Mexicansk                                                |
| 1995–1998  | Fuera de serie                  | Sig selv                                   | Co-Vært                                                  |
| 1999       | A que no te atreves             | Sig selv                                   | Co-vært                                                  |
| 1999       | Baywatch                        | Sig selv                                   | 1 episode                                                |
| 2002       | My Wife and Kids                | Selma                                      | 1 episode                                                |
| 2004       | Eve                             | April Perez                                | 1 episode                                                |
| 2004       | Rodney                          | Carmen                                     | 1 episode                                                |
| 2005       | Hot Properties                  | Lola Hernandez                             | Vigtigste skuespillere                                   |
| 2005       | Punk'd                          | Sig selv                                   | 1 episode                                                |
| 2007       | Entourage                       | Jungle pige                                | 1 episode                                                |
| 2007       | Amas de Casa Desesperadas       | Alicia Oviedo                              | Vigtigste skuespillere                                   |
| 2007       | The Knights of Prosperity       | Esperanza Villalobos                       | Vigtigste skuespillere                                   |
| 2007       | Dirty Sexy Money                | Sofía Montoya                              | 4 episoder                                               |
| 2008       | Fuego En La Sangre              | Leonora                                    | 10 episoder                                              |
| 2008       | Men in Trees                    | Pilar Romero                               | 2 episoder                                               |
| 2009       | Dancing with the Stars          | Sig selv                                   | Guest Appearance                                         |
| 2009–2020  | Modern Family                   | Gloria Delgado-Pritchett                   | Vigtigste skuespillere                                   |
| 2011       | Plaza Sésamo                    | Profesora de Baile y De Español-Ella Misma | temporada 39                                             |
| 2012       | Saturday Night Live             | Vært                                       | Gæstevært                                                |